# Chhulung jezik
Chhulung jezik (ISO 639-3: cur; chhilling, chholung, chhûlûng rûng, chulung, chülüng), himalajski jezik iz zone Kosi u Nepalu kojim govori 1 310 ljudi (2001 popis) u distriktu Dhankuta, Ankhisalla Panchayat.
Pripada uz još 25 drugih jezika istočnokirantskoj podskupini kirantskih jezika. U upotrebi su i nepalski [nep] ili bantawa [bap].

## Vanjske poveznice
- Ethnologue (14th)
- Ethnologue (15th)